# فترة المحاق
فترة المحاق هي الفترة التي تكون فيها الشمس والقمر والأرض على استقامة واحدة فيكون القمر بين الشمس والارض وحينها لا يكون الوجه القمري المقابل للارض قادرا على عكس أي كمية من ضوء الشمس يراها الراصد من على الأرض لأن هذا الوجه من القمر لا يواجه الشمس ليعكس ضوئها وإنما يواجه الأرض وبهذا يكون القمر مظلما.

## المحاق بداية الشهر القمري
مرحلة المحاق هي العمر صفر للشهر القمري وبعده حين يخرج القمر من هذه خط الاقتران يبدأ الشهر ويستمر القمر بالابتعاد عن الشمس خلال الشهر حتى يعود إلى فترة محاق آخر ليبدأ شهر آخر.